# Salvatore Cherchi

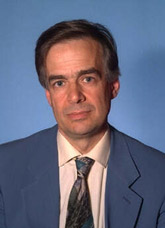
Salvatore Cherchi

Salvatore Cherchi (nascido a 15 de novembro de 1950) é um político italiano que serviu como deputado (1983 – 1992, 1996 – 2001), senador (1992 – 1996), prefeito de Carbonia (2001 – 2010) e presidente da província de Carbonia-Iglesias (2010 – 2013).